# Várnagy Attila
Várnagy Attila (Pécs, 1940. április 18. – Pécs, 2019. január 14.) magyar fagottművész, zenetanár, rendezvényszervező.

## Élete
1964 és 1993 között a Mecsek Fúvósötös tagja volt. Az 1990-es évek második felében a Budapesti Strauss Zenekar fagottosaként turnézott Európában.
1981 és 2010 között a Filharmónia Dél-Dunántúl igazgatója volt. Apjától, Várnagy Viktortól vette át a szervezet vezetését, aki 1956-ban a pécsi Filharmónia alapítója volt és 25 éven át vezette az intézményt.
2010-es nyugdíjba vonulása után egy ideig utódja Szamosi Szabolcs tanácsadójaként dolgozott.

## Díjai
- Grastyán Endre-díj (Pécs)
- SZOT-díj (1973)
- Artisjus Díj (1977)
- Baranya Megye Közművelődési és Közoktatási Díja (1980)
- Pro Urbe Pécs (1983)
- Lajtha László-érem (1984)
- Magyar Ezüst Érdemkereszt (2010)[2]
- Pro Civitate díj (2010)[3]